# Network Driver Interface Specification
Network Driver Interface Specification (NDIS) – interfejs programowania aplikacji (API) dla kart sieciowych. Standard ten był wspólnie rozwijany przez Microsoft i 3Com; aktualnie jest używany głównie w komputerach opartych na technologiach firm Intel i Microsoft, jednakże projekty open source takie jak ndiswrapper czy Project Evil pozwalają na używanie wielu kart kompatybilnych z NDIS pod systemami Linux czy FreeBSD. Także yellowTAB Zeta, pochodne BeOS, od wersji 1.0 obsługuje NDIS.
NDIS pełni rolę interfejsu pomiędzy drugą (łącza danych) a trzecią (sieci) warstwą modelu OSI, działającego w LLC, czyli wyższej podwarstwie warstwy łącza danych. NDIS jako biblioteka funkcji jest często określane jako „opakowanie” (ang. wrapper), które ukrywa zasadniczą złożoność sprzętową karty sieciowej i pełni rolę interfejsu dla sterowników protokołu trzeciej warstwy i sprzętowych sterowników podwarstwy MAC. Innym znanym interfejsem sprawującym funkcje warstwy LLC jest Open Data-Link Interface (ODI).